# Rudolf Wyssenbach
Rudolf Wyssenbach (latinisiert auch Rodolphus Wyssenbachius oder Vyssenbachius; * vor 1527 in Zürich; † um 1571) war ein Zürcher Zeichner, Formschneider, Drucker und Verleger.

## Leben und Werk
Wyssenbach war der Sohn eines Zürcher Krämers.
Er arbeitete seit 1544 in der Werkstatt des Zürcher Buchdruckers Christoph Froschauer (der Ältere). Hier wirkte er an bebilderten Ausgaben von Druckwerken mit.
Er gründete dann einen eigenen Verlag. Er gab unter anderem Kunstblätter und Architekturdarstellungen als Vorlage für Kunsthandwerker heraus. Des Weiteren verlegte er theologische Schriften und kleinere Druckerzeugnis wie Liedflugblätter und Fastnachtsspiele. Diese Werke sind zwischen 1548 und 1551 sowie 1564 nachgewiesen.
Er übertrug 1550 die Intabulatura di lauto del divino Francesco da Milano, et dell’eccellente Pietro Paulo Borrono da Milano. (Venedig 1546) mit geringfügigen Änderungen ins Deutsche. Einige Sätze aus dieser Lautentabulatur wurden von Conrad Neusidler bearbeitet.
Im Oktober 1551 ging er geschäftlich mit dem Buchdrucker Andreas Geßner (dem Jüngeren) zusammen. 1554 trat er zunächst aus dieser gemeinsamen Unternehmung aus. 1557 arbeitete er wieder als Drucker und Formschneider für Andreas Geßner.
Zwei Brüder von Rudolf Wyssenbach arbeiteten ebenfalls als Formschneider. Sein Sohn Hans Rudolf Wyssenbach arbeitete zwischen 1596 und 1604 ebenfalls in Zürich als Buchdrucker.